# Best Rock FM
Best Rock FM était une station de radio privée portugaise créée en 2003 et appartenant au groupe Media Capital. Elle diffusait principalement de la musique rock.
Elle pouvait varier entre des grands classiques du hard rock aux nouveautés du rock alternatif.
Son jingle était la chanson Welcome to the Black Parade de My Chemical Romance.